# فروتزانو
فروتزانو (به ایتالیایی: Ferruzzano) یک کومونه در ایتالیا است که در استان رجو کالابریا واقع شده‌است.

## خصوصیات
فروتزانو ۱۹٫۱ کیلومترمربع مساحت و ۸۶۳ نفر جمعیت دارد.